# Escut antic de Mont-ros

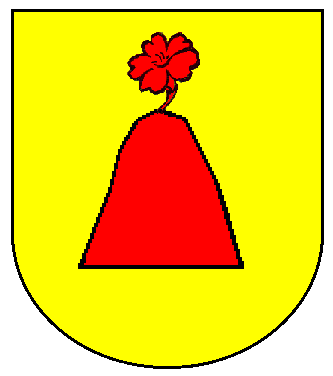
Escut antic de Mont-ros

Antic escut municipal de Mont-ros, al Pallars Jussà. Perdé vigència el 1970, en ser agrupats els antics termes de Mont-ros i la Pobleta de Bellveí al municipi de la Torre de Cabdella.

## Descripció heràldica
D'or, una muntanya de gules coronada per una flor també de gules.